# Altar Mountain
Der Altar Mountain ist ein über 2000 m hoher und markanter Berg im ostantarktischen Viktorialand. Er ragt in den Quartermain Mountains am Südende des Arena Valley auf. Er ist nicht zu verwechseln mit dem 2200 m hohen Berg Altar im Königin-Maud-Land auf der anderen Seite von Antarktika.
Der Berg ist namenlos in einer Karte des britischen Geologen Hartley T. Ferrar (1879–1932) aus dem Jahr 1907 verzeichnet. Teilnehmer der New Zealand Geological Survey Antarctic Expedition (1958–1959) verliehen ihm wegen seines gestuften Profils und seines abgeflachten Gipfels sowie der damit verbundenen Ähnlichkeit zu Opferstätten der Azteken und der Maya einen deskriptiven Namen.